# Matej Mandić
Matej Mandić (Ljubuški, 2 de mayo de 2002) es un jugador de balonmano croata, nacido en Bosnia y Herzegovina, que juega de portero en el RK Zagreb. Es internacional con la selección de balonmano de Croacia.
Su primer gran campeonato con la selección fue el Campeonato Europeo de Balonmano Masculino de 2022.

## Palmarés

### HRK Izviđač
- Liga de Bosnia y Herzegovina de balonmano (2): 2019, 2021

### RK Zagreb
- Liga de Croacia de balonmano (3): 2022, 2023, 2024
- Copa de Croacia de balonmano (3): 2022, 2023, 2024

## Clubes
| Club        | País                 | Año       |
| ----------- | -------------------- | --------- |
| HRK Izviđač | Bosnia y Herzegovina | 2018-2021 |
| RK Zagreb   | Croacia              | 2021-Act. |